# Luciano Russo
Mons. Luciano Russo (* 23. června 1963, Lusciano) je italský římskokatolický kněz, arcibiskup, bývalý apoštolský nuncius a současný sekretář pro papežská diplomatická zastoupení.

## Život
Narodil se 23. června 1963 v Luscianu v provincii Caserta.
Navštěvoval základní školu vedenou Sestrami oblátkami Nejsvětějšího Srdce Ježíšova a následně liceum v semináři v Averse. Roku 1981 nastoupil na studium Almo collegio Capranica v Římě a následně na Papežské univerzitě Gregoriana získal titul z filosofie a teologie.
Dne 1. října 1988 byl biskupem Giovanni Gazzou vysvěcen na kněze a inkardinován do diecéze Aversa.
Později získal diplom z kanonického práva. Roku 1991 se začal připravovat na diplomatickou službu na Papežské církevní akademii a následně působil v diplomatických službách ve státech: Papua Nová Guinea, Honduras, Sýrie, Brazílie, Nizozemsko, Spojené státy americké a Bulharsko.
Dne 12. června 2000 byl součástí delegace Svatého stolce na pohřbu syrského prezidenta Háfize al-Asada.
Dne 27. ledna 2012 byl papežem Benediktem XVI. jmenován apoštolským nunciem a titulárním arcibiskupem z Monteverde a 16. února mu svěřil nunciaturu ve Rwandě.
Biskupské svěcení přijal 14. dubna v katedrále svatého Pavla v Averse z rukou kardinála Tarcisia Bertoneho a spolusvětiteli byli arcibiskup Giovanni Angelo Becciu a biskup Angelo Spinillo.
Dne 14. června 2016 jej papež František ustanovil nunciem v Alžírsku a Tunisku. Zde působil do 22. srpna 2020 kdy byl jmenován do Panamy. Dne 18. prosince 2021 se stal nunciem v Uruguayi.
Dne 10. září 2022 byl jmenován sekretářem pro papežská diplomatická zastoupení.